# Elisabet Ney
Franzisca Bernadina Wilhelmina Elisabeth Ney, més coneguda com a Elisabet Ney, (Münster, Prússia [actual Alemanya], 26 de gener de 1833 – Austin, EUA, 29 de juny de 1907) fou una escultora prussiana coneguda per les seves estàtues i busts de personatges europeus i texans de mitjans del segle xix.

## Vida
Franzisca Bernadina Wilhelmina Elisabeth Ney fou la filla d'un picapedrer del qui heretà les seves ambicions artístiques. Va estudiar dibuix —en privat— a la seva ciutat natal de Münster i a l'Acadèmia de Belles Arts de Múnic. El 1855 va viatjar a Berlín per estudiar amb l'escultor Christian Daniel Rauch, a través del qual fou presentada als líders literaris i culturals d'aquella ciutat. Elisabet Ney exhibí la seva feina amb èxit a l'Exposició de Berlín de 1856. Va establir la seva fama amb bustos del filòsof Arthur Schopenhauer, un amic personal, i del rei Jordi V de Hannover. El 1863, després de tres anys a Münster treballant amb diversos bustos i estàtues, es va casar amb Edmund Duncan Montgomery, a qui havia conegut com a estudiant a Múnic. Malgrat casar-se amb Edmund, Ney com a ferma feminista, va conservar el seu propi nom. Ney i el seu marit van viure durant un temps a Madeira i després a Roma, on va triomfar sobre el polític italià Giuseppe Garibaldi a qui va retre un bust en 1865-66. A Roma també va fer un bust del primer ministre prussià Otto von Bismarck (1867) a càrrec de Guillem I de Prússia. A la fi de 1867 va tornar a Múnic com escultora de la cort de Lluís II de Baviera. Ella i el seu marit van emigrar als Estats Units el 1870, instal·lant-se primer a Thomasville. Es van traslladar a Liendo Plantation, prop de Hempstead, a 1873 a 64 km de Houston. Ney pràcticament va abandonar l'escultura durant gairebé 20 anys per dedicar-se a la tasca de criar el seu fill. Ella va tornar al seu art el 1890 quan va rebre encàrrecs per a les estàtues dels polítics de Texas, Samuel Houston (1892) i Stephen Fuller Austin (1893), que havien de ser exhibides al Capitoli de l'Estat de Texas al World's Columbian Exposition a Chicago tres anys més tard. El 1892 va obrir un estudi a Austin. Va rebre altres comissions, principalment de figures polítiques estatals. La seva última gran obra privada, acabada el 1905, va ser una estàtua del personatge de teatre de Shakespeare Lady Macbeth. A la seva mort l'estudi a Austin i els seus continguts es van convertir en el Museu Elisabet Ney.